# Museo Arqueológico de Soacha
El Museo Arqueológico de Soacha Nueva Esperanza es un museo del municipio homínimo especializado en el tema prehispánico ubicado en la Comuna 2 Soacha Central abierto al público desde 2018.

## Colección
El museo posee más de 300 piezas (desde cerámica, material funerario y restos de paleofauna), parte de ellas procedentes de la excavación de la subestación eléctrica de Nueva Esperanza (zona aledaña al Salto del Tequendama en la zona rural de Soacha) que cubre un periodo de tiempo desde la cultura Herrera hasta los muiscas y la llegada y poblamiento español. Así mismo ofrece servicios de Escuela de Formación del Patrimonio para la población interesada en general en la protección, conservación y divulgación y un área didáctica y recreativa. El ingreso es totalmente gratuito.